# Alfred Tarski

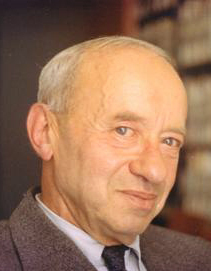
Alfred Tarski

Alfred Tarski (Warschau (Polen), 14 januari 1901 – Berkeley (VS), 26 oktober 1983) was een Amerikaans wiskundige en logicus van Pools-Joodse afkomst. Tarski heeft belangrijke bijdragen geleverd aan de algebra, maattheorie, modeltheorie, verzamelingenleer, metawiskunde en wiskundige logica.

## Leven
Alfred Tarski werd als Alfred Teitelbaum (Poolse spelling: "Tajtelbaum") geboren in Joods gezin dat in goeden doen verkeerde. Tarski's wiskundige talenten kwamen voor het eerst op de middelbare school, op de Warschause Szkoła Mazowiecka tot uiting. Niettemin schreef hij zich in 1918 op de Universiteit van Warschau in met de intentie om biologie te studeren.
Nadat Polen in 1918 zijn onafhankelijkheid kreeg kwam de wiskundige faculteit van de Universiteit van Warschau onder leiding te staan van Jan Łukasiewicz, Stanisław Leśniewski en Wacław Sierpiński. De universiteit werd al snel een wereldwijd toonaangevende onderzoeksinstelling voor de logica en de grondslagen en filosofie van de wiskunde. Leśniewski herkende Tarski's potentieel als wiskundige en haalde hem over om een studie biologie op te geven. Voortaan nam Tarski deel aan colleges die door Łukasiewicz, Sierpiński, Stefan Mazurkiewicz en Tadeusz Kotarbiński werden gegeven. Hij werd de enige persoon die ooit een doctoraat voltooide onder supervisie van Leśniewski. De relatie tussen Tarski en Lesniewski bekoelde na zijn promotie al snel.
Tarski heette oorspronkelijk Teitelbaum, maar veranderde zijn naam in 1923 in het Pools klinkende Tarski en bekeerde zich formeel tot het katholicisme, vanwege het toen in Polen heersende antisemitisme. In 1939 emigreerde hij naar de Verenigde Staten en vanaf 1942 doceerde hij aan de Universiteit van Berkeley. In 1945 werd hij Amerikaans staatsburger. Hij wordt wel beschouwd als de belangrijkste logicus na Aristoteles, Gottlob Frege en Kurt Gödel. Met laatstgenoemde heeft hij zowel in Wenen als in Amerika contact gehad.
De Nederlandse logicus Evert W. Beth is in 1952 in Berkeley een korte periode assistent geweest van Tarski en heeft het boek van Tarski Inleiding in de Logica (1953) in het Nederlands vertaald.

## Werk

### Wiskunde
Tarski publiceerde zijn eerste artikel op 19-jarige leeftijd. Het onderwerp was de verzamelingenleer, een onderwerp waar hij zich zijn hele leven mee bezig zou blijven houden. In 1924 bewezen Tarski en Stefan Banach dat wanneer men het keuzeaxioma accepteert een massieve bal kan worden stukgesneden in een eindig aantal stukken, deze stukken weer in elkaar kunnen worden gezet in een aanzienlijk grotere massieve bal dan de oorspronkelijke; van een erwt kan men zo een zon maken. Naar keuze kan men van één bal ook twee maken, beide met precies dezelfde afmetingen als het origineel. Dit contra-intuïtieve resultaat wordt heden ten dage de Banach-Tarski-paradox genoemd.
In A decision method for elementary algebra and geometry liet Tarski door middel van de methode van kwantoreneliminatie zien dat de eerste ordetheorie van de reële getallen onder optelling en vermenigvuldiging beslisbaar is. Hoewel dit resultaat pas in 1948 werd gepubliceerd, dateert het van 1930. Het wordt genoemd in Tarski (1931). Dit is een zeer merkwaardig resultaat, omdat Alonzo Church in 1936 bewees dat de Peano-rekenkunde (de theorie van de natuurlijke getallen) niet beslisbaar is. De Peano- rekenkunde is ook niet volledig vanwege de onvolledigheidsstelling van Gödel. In zijn Undecidable theories (1953) laten Tarski en anderen zien dat veel wiskundige systemen, waaronder roostertheorie, abstracte projectieve meetkunde, en sluitingsalgebra's allen onbeslisbaar zijn. De theorie van de Abelse groepen is wel beslisbaar, maar die van de niet-abelse groepen is dat niet.

### Tarski'ssemantische theorie van waarheid
Tarski werd vooral bekend door zijn semantic theory of truth (semantische waarheidstheorie), waarmee hij een geldige en bruikbare definitie van waarheid wilde geven. Hij richtte zich hierbij vooral op formele talen.
Met zijn theorie wilde Tarski een antwoord geven op de vraag: Wat maakt een uitspraak waar?. Of: wat is het verschil tussen een ware en een onware uitspraak?. Bijvoorbeeld: is de uitspraak "Sneeuw is wit" waar? En zo ja, waarom?
Met dit probleem hield de filosofie zich al eeuwenlang bezig. De oplossing voor dit probleem werd meestal gezocht in een zogenaamde correspondentietheorie. Correspondentietheorieën hebben allemaal één ding gemeen: de waarheid van een uitspraak hangt af van de relatie tussen die uitspraak en de wereld (de werkelijkheid). Een uitspraak is waar als deze correspondeert met de werkelijkheid. Het blijkt echter moeilijk om precies te definiëren wat het wil zeggen dat een uitspraak "correspondeert" met de werkelijkheid. Tarski brak met deze traditionele aanpak.

### Objecttaal en metataal
Om een definitie van waarheid van een uitspraak te kunnen geven voor een taal moeten we, aldus Tarski, die taal tot object maken van een te ontwerpen metataal, waarin uitspraken geformuleerd kunnen worden over deze objecttaal en ook een waarheidscriterium kan worden opgesteld. Neem bijvoorbeeld de volgende uitspraak:
De uitspraak "sneeuw is wit" is waar dan en slechts dan als sneeuw wit is.
dan heeft deze de vorm:
{\displaystyle X} is waar dan en slechts dan als {\displaystyle p}
waarbij {\displaystyle p} een uitspraak in de objecttaal is, en {\displaystyle X} de naam van deze uitspraak {\displaystyle p} in de metataal. In het voorbeeld van de witte sneeuw is "sneeuw is wit" een naam in de metataal, en deze naam correspondeert met de uitspraak dat sneeuw wit is in de objecttaal. Deze strikte scheiding tussen objecttaal en metataal is nodig om het probleem van de Leugenaarsparadox op te lossen.

### Open en gesloten talen
De leugenaarsparadox kan als volgt geformuleerd worden:
Deze zin is onwaar
Deze paradox is mogelijk omdat de taal waarin hij gesteld is (Nederlands) een gesloten taal is. Tarski onderscheidt twee soorten talen: gesloten en open talen. Een gesloten taal is een taal waarin het mogelijk is een uitspraak te formuleren over de waarheid van een andere (of dezelfde) uitspraak in die taal. In open talen, waarin het niet mogelijk is uitspraken te formuleren over de waarheid van uitspraken in die taal, is formulering van de leugenaarsparadox niet mogelijk.
Omdat een waarheidsdefinitie voor alle uitspraken in een taal moet aangeven of deze waar zijn of niet, is het belangrijk om de leugenaarsparadox te omzeilen. Tarski doet dat door onderscheid te maken tussen de gesloten metataal en de open objecttaal. Omdat spreektaal een gesloten taal is, meende Tarski dat het niet mogelijk is een waarheidsdefinitie in spreektaal te geven. Hij beperkte zich voor dit doel tot formele talen.

## Voetnoten
1. ↑   Feferman & Feferman, blz.17-18
2. ↑  Feferman & Feferman, blz.26

- Bibsys: 90053796
- Biblioteca Nacional de España: XX1086244
- Bibliothèque nationale de France: cb120345968 (data)
- CiNii: DA0077541X
- DBLP: 12/4837
- Gemeinsame Normdatei: 118620851
- International Standard Name Identifier: 0000 0000 8162 4974
- Library of Congress Control Number: n50008718
- Nationale Bibliotheek van Letland: 000068281
- Mathematics Genealogy Project: 13347
- Nationale Bibliotheek van Tsjechië: mzk2003187564
- Nationale Bibliotheek van Israël: 987007313877905171
- Nationale Bibliotheek van Polen: a0000001183572
- Nationale en Universitaire bibliotheek Zagreb: 000126250
- Nederlandse Thesaurus van Auteursnamen: 071432795
- Istituto Centrale per il Catalogo Unico: MILV024699
- LIBRIS: 238740
- SNAC: w6km11nm
- Système universitaire de documentation: 028527704
- Virtual International Authority File: 88667191
- WorldCat: E39PBJcKHmdpxmd8dq3xRc3hHC

## Werken
- Pojęcie prawdy w językach nauk dedukcyjnych, Alfred Tarski, 1933

In 1935 verscheen een Duitse vertaling die luidde: Der Wahrheitsbegriff in den formalisierten Sprachen.
In 1956 verscheen een Engelse vertaling die luidde: The concept of truth in formalized languages in Logic, Semantics, Metamathematics: Papers from 1923 to 1938 by Alfred Tarski. J. H. Woodger, Oxford Uni. Press.
- The Semantic Conception of Truth and the Foundations of Semantics, Alfred Tarski, 1944